# ۳۰۰ (فیلم)
۳۰۰ یک فیلم تخیلی آمریکایی در ژانر درام تاریخی حماسی به کارگردانی زک اسنایدر است که در سال ۲۰۰۶ اکران شد. این فیلم بر اساس مجموعه کمیکی به همین نام ساخته شده‌است. این سری کمیک در سال ۱۹۹۸ توسط فرانک میلر و لین ورلی خلق شد. فیلم یک دید تخیلی از داستان نبرد ترموپیل که بین سپاه هخامنشی و شهرهای یونان رخ داد را روایت می‌کند.
محور اصلی داستان حول لئونیداس (جرارد باتلر) می‌چرخد که ۳۰۰ اسپارتی را در نبردی علیه خشایارشا (رودریگو سانتورو) و ارتش عظیم سیصد هزار نفری‌اش رهبری کرد. در زمانی که جنگ به اوج می‌رسد گورگو (لینا هیدی)، همسر لئونیداس به حمایت شوهرش در اسپارت می‌پردازد. داستان توسط یک سرباز اسپارتی به نام دیلیوس (دیوید ونهام) روایت می‌شود. در طول فیلم موجودات تخیلی مختلفی معرفی می‌شوند که ژانر فیلم را به سمت تاریخی تخیلی سوق می‌دهند.
طبق منابع تاریخی این سیصد نفر تنها ۲ روز توان مقاومت داشتند و طی این حمله آتن سقوط کرده و مستعمره ایران گردید.
۳۰۰ در ۹ مارس ۲۰۰۷ در ایالات متحدهٔ آمریکا بر پردهٔ سینماها رفت و در ۳۱ ژولای ۲۰۰۷ بر روی دی‌وی‌دی، دیسک بلو-ری و اچ‌دی دی‌وی‌دی منتشر شد. فیلم از لحاظ جلوه‌های ویژه نظرات متعدد و عموماً مثبتی را به خود جلب کرد اما از لحاظ تصویر گری واقعیت، شخصیت سازی‌های دروغین و نمایش چهرهٔ ایرانیان انتقادات زیادی به آن وارد شد؛ به طوری که عده‌ای این فیلم را نژاد پرستانه نامیدند. اما فیلم در باکس آفیس به موفقیت چشمگیری دست یافت. به طوری که فروش جهانی آن به ۴۵۶ میلیون دلار رسید و فروش آغازین فیلم در باکس آفیس، بیست و چهارمین فیلم پرفروش در روزهای ابتدایی، در تاریخ سینمای آمریکاست.
یاس در واکنش به اکران این فیلم، ترانه‌ای با نام هویت من منتشر کرد و به «تحریف تاریخ» در این فیلم اعتراض کرد و نظر مثبت مخاطبان زیادی را به خود جلب کرد.
دنباله فیلم با عنوان ۳۰۰: ظهور یک امپراتوری در سال ۲۰۱۴ منتشر شد.

## داستان
تحت روایت دیلیوس، زندگی لئونیداس جوان به تصویر کشیده می‌شود و فیلم داستان زندگی او را از زمان جوانی تا وقتی که یک دکترین اسپارتی می‌شود را روایت می‌کند. سال‌ها بعد، زمانی که لئونیداس به مقام پادشاهی می‌رسد فرستاده‌های پارسی به دروازهٔ اسپارت می‌رسد و از اسپارتی‌ها می‌خواهند تا در برابر خشایارشا تسلیم شوند. به علت تهدیدها و رفتار او، لئونیداس و محافظانش فرستاده‌ها را به درون چاه می‌اندازند. پس از آن لئونیداس افوروس را ملاقات می‌کند و به او یک استراتژی ارائه می‌دهد تا از طریق آن بتواند با نفرات بسیار زیاد ارتش هخامنشی در تنگهٔ ترموپیل مقابله کند. نقشه او بدین شرح است که پارسی‌ها را به تنگه‌ای باریک بین صخره‌ها و دریا بکشاند. افوروس با اوراکل که مخالف درگیری یونان با سپاه هخامنشی بود دیدار و مشورت می‌کند. پس از آن که لئونیداس راهی جنگ می‌شود یک فرستاده از خشایارشا ظاهر می‌شود و به افوروس به خاطر حمایتش پاداش می‌دهد.
بدون توجه به مخالفت افوروس، لئونیداس نقشهٔ خودش را دنبال می‌کند و ۳۰۰ نفر از بهترین سربازها را جمع‌آوری می‌کند. در طول مسیر به ترموپیل، به آن‌ها آرکادی‌ها و بسیاری از یونانی‌های دیگر ملحق می‌شوند. آن‌ها یک دیوار در ترموپیل می‌سازند تا جلوی پیشروی سپاه پارسی را بگیرند. در همین حال لئونیداس با افیالتس که فردی گوژپشت بود روبرو می‌شود. افیالتس از لئونیداس می‌خواهد با ملحق شدن به ارتش او و نشان دادن یک راه مخفی به شاه، نام پدرش را زنده کند. به گفتهٔ افیالتس این راه می‌تواند محاصره و شکست سپاه هخامنشی را برای یونانی‌ها به ارمغان آورد. لئونیداس به او احساس دلسوزی می‌کند اما پیشنهاد او را نمی‌پذیرد. به این دلیل که افیالتس حتی یک سپر را به سختی به دست می‌گیرد که می‌تواند نظم آرایش فالانژها را تحت تأثیر قرار دهد.
در طول جنگ، پارسی‌ها از اسپارتی‌ها می‌خواهند که سلاح خود را بر زمین گذاشته و تسلیم شوند. لئونداس نمی‌پذیرد و با آرایش فالانژها و استفاده از فضای باریک سعی در جلوگیری از پیشرفت ارتش هخامنشی می‌کند. خشایارشا شخصاً با لئونیداس وارد مذاکره می‌شود و به او قدرت و ثروت را در قبال وفاداری به پادشاه هخامنشی پیشنهاد می‌دهد. لئونیداس پیشنهاد را نمی‌پذیرد و در عوض قول ریخته شدن خون پادشاه هخامنشی را می‌دهد. پس از آن خشایارشا به گارد جاویدان دستور می‌دهد که به اسپارتی‌ها حمله کند. افیالتس نزد خشایارشا می‌رود و مکان راه مخفی را به او نشان می‌دهد. وقتی اسپارتی‌ها از خیانت او آگاه می‌شوند شروع به عقب‌نشینی می‌کنند. لئونیداس دیلیوس را برخلاف میلش به اسپارت می‌فرستد تا خبر جان فشانی آن‌ها را به کنسول برساند.
در اسپارت ملکه گورگو در قبال حمایت مجلس اسپارت از لئونیداس، پیشنهاد همخوابگی با ترون را می‌پذیرد؛ اما وقتی ترون در برابر شورا به او خیانت می‌کند، گورگو از شدت خشم او را به قتل می‌رساند که ناگهان کیسهٔ سکه‌های طلا متعلق به پارسی‌ها از او نمایان می‌شود. به خاطر خیانت او مجلس با لئونیداس در برابر پارسی‌ها متحد می‌شود. در ترموپیل زمانی که پارسی‌ها اسپارتی‌ها را محاصره می‌کنند، خشایارشا تسلیم شدن آن‌ها را طلب می‌کند و دوباره قدرت و ثروت را به آن‌ها وعده می‌دهد. لئونیداس تظاهر به پذیرش پیشنهاد می‌کند ولی در عین حال از یکی از اسپارتی می‌خواهد از پیکر نشستهٔ او به عنوان تکیه گاه استفاده کند و خشایارشا را به قتل برساند. خشایارشا سراسیمه‌وار به ارتش خود دستور حمله می‌دهد. کمانداران پارسی باقی اسپارتی‌ها را تیرباران می‌کنند. لئونیداس برمی‌خیزد و نیزهٔ خود را به سمت خشایارشا پرتاب می‌کند و او را زخمی می‌کند و در عین حال به وعده خود دربارهٔ ریختن خون پادشاه عمل می‌کند. با باران تیر کمانداران تمامی سپاه اسپارت به قتل می‌رسند.

## بازیگران
- جرارد باتلر در نقش لئونیداس، پادشاه اسپارت
- لینا هیدی در نقش ملکه گورگو، ملکهٔ اسپارت (گورگو در فیلم نسبت به سری کمیک نقش پررنگتری دارد. درحالی که در کتاب کمیک فقط در بخش‌های آغازی کتاب حضور دارد[۵])
- جیوانی کیمینو در نقش پلیستارکوس، فرزند لئونیداس و گورگو (پلیستارکوس در کتاب کومیک نقشی ندارد)
- دومینیک وست در نقش ترون، سیاستمدار اسپارتی (این شخصیت ساختگی بوده و در کتاب کامیک حضوری ندارد[۵])
- دیوید ونهام در نقش دیلیوس، راوی سرباز اسپارتی
- وینسنت رگان در نقش کاپیتان آرتمیس، دوست وفادار لئونیداس
- تام ویزدم در نقش آستینوس، بزرگترین فرزند کاپیتان آرتمیس. (در فیلم آستینوس حضور ثابتی دارد، تا زمانی که کشته می‌شود. اما در کتاب مصور فقط زمانی که کشته می‌شود نقش پیدا می‌کند)
- اندرو پلیوین در نقش داکسوس، یک فرماندهٔ آرکادی که به لئونیداس ملحق می‌شود
- اندرو تیرنان در نقش افیالتس، یک اسپارتی خائن
- رودریگو سانتورو در نقش خشایارشا، شاهنشاه هخامنشی
- استیون مک‌هتی در نقش لویالیست، یک اسپارتی وفادار
- مایکل فاسبندر در نقش استلیوس، یک سرباز جوان، قوی و آموزش دیدهٔ اسپارتی
- پیتر منسا در نقش فرستادهٔ پارسی که تلاش می‌کند تسلیم شدن اسپارت را برای خشایارشا به ارمغان آورد.
- کلی کریگ در نقش پیتیا، پیشگویی متعلق به افوروس
- تایلر نایتزل در نقش لئونیداس جوان
- رابرت مایلیت در نقش غول متعلق به گارد جاویدان
- پاتریک سابونگوی در نقش سردار هخامنشی
- لئون لادراک در نقش جلاد خشایار شا، شخصی که کسانی را که خشایارشا را ناامید می‌کنند اعدام می‌کند

## اکران فیلم
فیلم ۳۰۰ که با استفاده از فناوری پرده آبی ساخته شده، توجه بینندگان و منتقدان بسیاری را به خود جلب کرده‌است و یک بازی رایانه‌ای نیز بر اساس آن منتشر شده‌است. این فیلم از ۱۸ اسفند ۱۳۸۵ (۹ مارس ۲۰۰۷) در آمریکا به نمایش عمومی درآمد و در دو روز آخر هفته با استقبال بسیاری در آمریکا روبرو شد و به فروشی معادل هفتاد میلیون دلار رسید
این فیلم در کل چهار صد و پنجاه و شش میلیون دلار فروش داشته و از لحاظ فروش بسیار موفق بوده‌است. پس از آن در سال ۲۰۰۸ فیلم ملاقات با اسپارتی‌ها که در واقع نگاهی نقیضه وار به فیلم ۳۰۰ دارد ساخته شد. فروش فیلم ملاقات با اسپارتی‌ها معادل ۸۵ میلیون دلار بوده‌است. از بازیگران این فیلم می‌توان به کارمن الکترا سوپر مدل آمریکایی اشاره کرد.

## نقد
در اولین نمایش جهانی درفستیوال برلیناله، فیلم مورد استقبال چشمگیر ۱۷۰۰ بیننده حاضر قرار گرفت، ضمنی که فقط چند ساعت قبل، این فیلم در یک نمایش در گردهم آیی مطبوعاتی از طرف شرکت کنندگان به تمسخر گرفته و هو شده بود.
از زیبایی‌شناسی نمایش، به ویژه صحنه‌های نبرد که به طرز چشمگیر صحنه سازی و تنظیم شده ستایش شده‌است. ۳۰۰ یک اثر بصری خیره کننده است که با یک استراتژی طاقت فرسای دیداری از بیننده امتیاز می‌گیرد. به‌طور کلی، فیلم یک اقتباس از نسخه کمیک به همان اسم، با ظاهری طاقت فرسا و صحنه‌های نبرد هنرمندانه است.
منتقد فیلم، راجر ایبرت آمریکایی می‌گوید که شخصیت‌های فیلم یک‍ بعدی بوده و بیشتر شبیه کاریکاتور هستند. راجر ایبرت یکی از منتقدانی است که این فیلم را به «مجلس جشن آرمان‌های فاشیستی» بودن متهم می‌کنند.
کتاب آلمانی «فرهنگ فیلم بین‌المللی» به این نتیجه می‌رسد که، با نگرش عمیق به ایده‌های فاشیستی این فیلم اکشن وحشتناک، می‌توان آن را به راحتی به عنوان یک فیلم تبلیغاتی جنگ طلبانه درک کرد. توماس ویلمن از داوران مجله سینمایی «آرت شوک» می‌گوید که این فیلم مانند یک «فیلم تبلیغاتی استقامت یا روحیه سازی جنگ عراق (یا نوار تبلیغاتی آماده‌سازی جنگ عراق) مسخره و ناشیانه و گاه بچه گانه است» و به نظر می‌رسد که از «یک اتحاد نامقدس و از یک ذهنیت شرم آور فاشیستی سرچشمه گرفته». با دیدن به خطا رفتن تیرهای ایرانیان در برابر اسپارت‌ها، فقط می‌توان به ناشی گری فیلم نامه نویس خندید

## واکنش ایرانیان در مقابل فیلم
تعداد زیادی از وبلاگ نویسان ایرانی، اقدام به ایجاد یک بمب گوگلی کردند. به این ترتیب، وبگاهی که توسط ایرانیان برپا شده بود و در آن ابعاد مختلف اعتراض ایرانیان به چشم می‌خورد، در صفحهٔ اول جستجو به دنبال نام این فیلم در گوگل دیده می‌شد. همچنین یاس رپر ایرانی در واکنش به ساخت این فیلم آهنگ وطن پرستانه ۳۰۰(سیصد) را منتشر کرد   و این فیلم را توهین به تمدن ایرانی خواند.
همچنین ایرانیان اقدام به برپایی یک طومار اینترنتی علیه ساخت و نمایش این فیلم کردند که تا پایان زمان جمع‌آوری امضا، بیش از پنجاه هزار امضای مجازی برای آن جمع شده بود. در این طومار، با اشاره به تمدن ایران در دوران هخامنشی می‌آید: «ما از شرکت برادران وارنر، به عنوان یکی از بزرگ‌ترین تولیدکنندگان فیلم و برنامه‌های تلویزیونی در دنیا انتظار نداشتیم که حقایق به اثبات رسیدهٔ تاریخی را نادیده بگیرد، و با به تصویر کشیدن ارتش ایران در جنگ ترموپیل به شکل وحشیان دیوآسا به شهرت خود نیز لطمه برساند.» (برگردان از متن انگلیسی∗)
آنها می‌گویند علاوه بر تحریفات تاریخی که در فیلم رخ می‌نماید، چهره ایرانیان بی شباهت به هیولاها نیست. فیلم بسیار به رمان مصور فرانک میلر وفادار است.
خانهٔ سینما در روزهای پایانی سال ۱۳۸۵ در نامه‌ای اقدام هالیوود در دنیای کوچک سینما را محکوم کرد. گروه فیلم و سینمای فرهنگستان هنر هم در نامه‌ای به یونسکو، تولید و پخش فیلم سیصد را «مخرب‌تر از تخریب بناها و آثار ارزشمند مرتبط با میراث تمدنی ملل و اقوام» خواند.